# Charlot (personatge)
Charlot és un dels més memorables personatges de Charles Chaplin, i una icona mundial de l'era del cinema mut. El sobrenom d'origen francès que va passar al català; en anglès només s'utilitza l'original The Tramp, el rodamon.
Charlot és representat per Charles Chaplin com un personatge maldestre i ingenu, però de bon cor, generalment un vagabund que s'esforça per comportar-se amb les maneres i dignitat d'un cavaller, malgrat la seva veritable posició social. No obstant això, encara que està disposat a acceptar qualsevol treball disponible, no deixa d'usar la seva astúcia per obtenir el que necessita per sobreviure i escapar de les autoritats que no suporten les seves malifetes. Charlot és el personatge característic de l'etapa del cinema mut de Chaplin i va arribar a fer aparicions memorables en curtmetratges i llargmetratges com The Kid (1921), La quimera de l'or (1925), Llums de la ciutat (1931) i Temps moderns (1936). Chaplin va decidir retirar-lo amb el seu primer film parlat, El gran dictador (1940), on tot i això va tornar a projectar-ne les característiques essencials en la figura d'un barber jueu que presenta grans similituds amb el clàssic personatge. En aquest cas el personatge és víctima del màxim autoritarisme de l'època: el feixisme. Charlot no tornarà a aparèixer en les produccions posteriors de Chaplin.

## Història
El personatge del vagabund va ser creat originalment per accident mentre Chaplin treballava als estudis Keystone de Mack Sennett, quan es disfressava per al curtmetratge de 1914 Mabel's Strange Predicament protagonitzat per Mabel Normand i Chaplin. En una entrevista de 1933, Chaplin va explicar com se li va ocórrer l'aspecte del Vagabund: 
Es va construir un conjunt d'hotel per a la imatge de Mabel Normand (comic de Keystone) Mabel's Strange Predicament i em van dir de pressa que em poso un maquillatge divertit. Aquesta vegada vaig anar a l'armari i vaig aconseguir uns pantalons amples, un abric ajustat, un petit barret derbi i un parell de sabates grans. Volia que la roba fos una massa de contradiccions, sabent pictòricament que la figura quedaria clarament perfilada a la pantalla. Per afegir un toc còmic, portava un petit bigoti que no amagava la meva expressió. La meva aparició va rebre una resposta entusiasta de tothom, inclòs el Sr. Sennett. La roba semblava impregnar-me de l'esperit del personatge. De fet, es va convertir en un home amb ànima, un punt de vista. Vaig definir al Sr. Sennett el tipus de persona que era. Porta un aire de fam romàntica, busca per sempre el romanç, però els seus peus no el deixen.
En realitat, aquesta va ser la primera pel·lícula amb el vagabund, però una pel·lícula diferent, rodada més tard però amb el mateix personatge, es va estrenar dos dies abans. The Tramp va debutar al públic a la comèdia Keystone Kid Auto Races at Venice (estrenada el 7 de febrer de 1914; Mabel's Strange Predicament, rodada abans, es va estrenar el 9 de febrer de 1914). Chaplin, amb el seu personatge de Charlot, es va convertir ràpidament en l'estrella més popular de la companyia de jugadors del director de Keystone Mack Sennett. Chaplin va continuar interpretant el Vagabund a través de desenes de curtmetratges i, més tard, de llargmetratges. (Només en un grapat d'altres produccions va interpretar personatges diferents del rodamón).
El Vagabund s'identificava estretament amb l'era del silenci, i es considerava un personatge internacional. La producció sonora de 1931 City Lights no presentava cap diàleg. Chaplin va retirar oficialment el personatge de la pel·lícula Modern Times (1936), que va acabar amb el Vagabund caminant per una carretera cap a l'horitzó. La pel·lícula va ser només una pel·lícula parlada parcial i sovint s'anomena l'última pel·lícula muda. Charlot roman en silenci fins a prop del final de la pel·lícula quan, per primera vegada, finalment s'escolta la seva veu, encara que només com a part d'una cançó de galimatisme derivada del francès/italià.
A The Great Dictator, la primera pel·lícula de Chaplin després de Modern Times, Chaplin interpreta el doble paper d'un dictador a l'estil de Hitler i d'un barber jueu. Encara que Chaplin va afirmar enfàticament que el barber no era el Vagabund, conserva el bigoti, el barret i l'aspecte general del Vagabund. Malgrat algunes escenes silencioses, inclosa una en què el barber porta l'abric i el barret del vagabund i porta el bastó, el barber parla al llarg de la pel·lícula (utilitzant el propi accent anglès de Chaplin), inclòs una apassionada súplica per la pau que s'ha interpretat àmpliament com a Chaplin parlant com ell mateix.
El 1959, després d'haver estat editant The Chaplin Revue, Chaplin va comentar a un periodista sobre el personatge de Tramp: "Em vaig equivocar en matar-lo. Hi havia lloc per a l'Homenet a l'era atòmica".

Un intèrpret de vodevil anomenat Lew Bloom va crear un personatge de vagabund similar. Bloom va argumentar que era "el vagabund de la primera etapa del negoci". En una entrevista al Daily Herald l'any 1957, Chaplin va recordar que s'havia inspirat en els personatges vagabunds Weary Willie i Tired Tim, una tira còmica de vagabundos de llarga durada d' Illustrated Chips que havia llegit quan era nen a Londres:
El paper meravellosament vulgar per a nois [ Illustrated Chips ]... i les "Aventures de Weary Willie i Tired Tim", dos famosos vagabunds amb el món contra ells. S'ha dit molt sobre com vaig evolucionar el petit personatge de vagabund que va fer el meu nom. S'han escrit coses profundes i psicològiques sobre com volia dir que era un símbol de tota la guerra de classes, del concepte amor-odi, el desig de mort i tot. Però si voleu la senzilla veritat de Chaplin darrere de la llegenda de Chaplin, vaig començar el petit vagabund simplement per fer riure la gent i perquè aquells altres vells vagabunds, el Weary Willie i el Tired Tim, sempre m'havien fet riure. 